# Wide Awake in America
Wide Awake in America ist eine EP mit vier Stücken der irischen Rockband U2. Die EP wurde im Jahre 1985 veröffentlicht.

## Hintergrund
Auf der Platte befinden sich zwei Live-Stücke aus dem U2-Album The Unforgettable Fire, das im Jahre 1984 veröffentlicht wurde, und zwei Stücke, die zuvor nur als B-Seiten in Großbritannien veröffentlicht worden waren. Trotz des irreführenden Namens wurden die Livestücke im Vereinigten Königreich aufgenommen.
Die EP wurde ursprünglich nur in Nordamerika und Japan veröffentlicht. Die Platte verkaufte sich aber so gut, dass sie als Import Platte in die britischen Charts einstieg. 1987 wurde die EP deshalb auch im Vereinigten Königreich neu aufgelegt.
Wide Awake in America wurde über die Jahre mehrfach neu aufgelegt.

## Titelliste
| #   | Titel                       | Produzenten                  | Länge |
| --- | --------------------------- | ---------------------------- | ----- |
| A1. | Bad (live)                  | U2                           | 8:00  |
| A2. | A Sort of Homecoming (live) | Tony Visconti                | 4:05  |
| B3. | The Three Sunrises          | U2, Brian Eno, Daniel Lanois | 3:50  |
| B4. | Love Comes Tumbling         | U2                           | 4:45  |

Alle Lieder wurden von der Band geschrieben.

## Songinformationen
Bad wurde von der Band produziert und am 12. November 1984 im National Exhibition Centre in Birmingham, England auf der Unforgettable Fire Tour aufgenommen. Das im Original bereits sechs Minuten lange Stück wurde in der Liveversion noch einmal auf insgesamt acht Minuten verlängert. The Edge verspielte sich bei der Aufnahme des Songs bei der allerletzten Note. Man entschied sich die Aufnahme dennoch für die Platte zu verwenden und den Fehler beim Abmischen der Platte zu beheben. Der Song entwickelte sich zur Herzstück der EP und wurde ein Radiohit.
A Sort of Homecoming ist ein Live-Aufnahme aus der Wembley Arena in London, England vom 15. November 1984. Der Song wurde von Tony Visconti produziert und während eines Soundcheck vor dem Konzert aufgezeichnet. Die Zuschauergeräusche wurden später im Good Earth Studios hinzugefügt.
The Three Sunrises (auch unter „Three Sunrises“ bekannt) wurde von der Band zusammen mit Brian Eno und Daniel Lanois produziert. Ursprünglich veröffentlicht wurde es als B-Seite der Single The Unforgettable Fire. Es ist außerdem erhältlich auf diversen remasterten Versionen des Albums sowie auf diversen Kompilationen der Band.
Love Comes Tumbling wurde von der Band produziert und erscheint auch, mit einem leicht anderen Anfang, auf der CD The Best Of 1980–1990. Wie The Three Sunrises erschien es außerdem auf der Single The Unforgettable Fire.

## Kommerzieller Erfolg

### Chartplatzierungen
Die EP erreichte nicht nur Platz 37 der US-amerikanischen Billboard 200, sondern auch Platz 11 der UK-Charts, wobei die EP zunächst in Großbritannien überhaupt nicht erhältlich war. Die Verkaufszahlen entstanden daher zunächst nur durch Importe.
| ChartsChartplatzierungen       | Höchstplatzierung | Wochen |
| ------------------------------ | ----------------- | ------ |
| Vereinigte Staaten (Billboard) | 37 (23 Wo.)       | 23     |
| Vereinigtes Königreich (OCC)   | 11 (16 Wo.)       | 16     |

### Auszeichnungen für Musikverkäufe
| Land/Region                  | Auszeichnungen für Musikverkäufe (Land/Region, Auszeichnung, Verkäufe) | Verkäufe  |
| ---------------------------- | ---------------------------------------------------------------------- | --------- |
| Kanada (MC)                  | Platin                                                                 | 100.000   |
| Vereinigte Staaten (RIAA)    | 2× Platin                                                              | 2.000.000 |
| Vereinigtes Königreich (BPI) | Silber                                                                 | 60.000    |
| Insgesamt                    | 1× Silber · 3× Platin ·                                                | 2.160.000 |

Hauptartikel: U2 (Band)/Auszeichnungen für Musikverkäufe